# Locomotiva DFB HG 3/4
Le locomotive HG 3/4 sono delle locotender a vapore, a cremagliera, di rodiggio Mogul, costruite dalla società SLM di Winterthur, in Svizzera, per la ferrovia del Furka-Oberalp. 
Delle 10 unità costruite ne rimangono in ordine di marcia 4, utilizzate dalla Dampfbahn Furka-Bergstrecke, e 1 utilizzata dalla Ferrovia Museo Blonay-Chamby.

## Caratteristiche
Le locomotive HG 3/4 sono macchine compound atte al servizio sia ad aderenza naturale che a cremagliera di tipo Abt. Sono a vapore surriscaldato con pressione di esercizio in caldaia di 14 bar. La distribuzione è mista: Walschaerts per la marcia ad aderenza normale in cui raggiungono i 45 km/h di velocità e Joy per la marcia ad aderenza artificiale a cremagliera sistema Abt; in questo caso la velocità massima consentita è di 15 km/h. Vennero costruite in 10 esemplari. Le macchine dispongono di vari sistemi frenanti: ad aria compressa, a repressione, tipo Riggenbach e a mano con azionamento a vite.

## Lista delle locomotive
- HG 3/4.1, 1-3-0 SLM (n.2315),anno 1913, nel 1947, venduta alle (Ferrovie dell'Indocina, CFI), riacquistata da DFB. n° 1 "Furkahorn"
- HG 3/4.2, 1-3-0 SLM (n.2316),  ,, 1913, nel 1947, venduta alle (Ferrovie dell'Indocina, CFI), riacquistata da Dampfbahn Furka-Bergstrecke
- HG 3/4.3, 1-3-0 SLM (n.2317),  ,, 1913, nel 1969, venduta a Ferrovia Museo Blonay-Chamby, BFD n° 3
- HG 3/4.4, 1-3-0 SLM (n.2318),  ,, 1913, nel 2005, messa a disposizione della Dampfbahn Furka-Bergstrecke, come FO n° 4
- HG 3/4.5, 1-3-0 SLM (n.2415),  ,, 1914, nel 1965, rottamata
- HG 3/4.6, 1-3-0 SLM (n.2416),  ,, 1914, nel 1947, venduta a Voies ferrées du Dauphiné
- HG 3/4.7, 1-3-0 SLM (n.2417),  ,, 1914, nel 1941, venduta a Ferrovia Bière-Apples-Morges (BAM), e nel 1947 a Voies ferrées du Dauphiné
- HG 3/4.8, 1-3-0 SLM (n.2418),  ,, 1914, nel 1947, venduta alle (Ferrovie dell'Indocina, CFI), riacquistata da Dampfbahn Furka-Bergstrecke
- HG 3/4.9, 1-3-0 SLM (n.2419),  ,, 1914, nel 1947, venduta alle (Ferrovie dell'Indocina, CFI), riacq. da Dampfbahn Furka-Bergstrecke, DFB n° 9 "Gletschhorn"
- HG 3/4.10, 130 SLM (n.2420), ,, 1914, nel 1965, distrutta da una valanga

## Unità preservate
- HG 3/4 DFB n. 1, "Furkahorn" : circola sulla Dampfbahn Furka-Bergstrecke dal 1993
- HG 3/4 DFB n. 2,  circola sulla Dampfbahn Furka-Bergstrecke dal 2010
- HG 3/4 BFD n. 3,  restaurata nel 2001 circola sulla Ferrovia Museo Blonay-Chamby
- HG 3/4 FO n. 4, circola sulla Dampfbahn Furka-Bergstrecke dal 2006, ma è proprietà Matterhorn-Gotthard-Bahn
- HG 3/4 DFB n. 8, acq. dalle ferrovie de Vietnam in disuso per restauro futuro
- HG 3/4 DFB n. 9, "Gletschhorn" : circola sulla Dampfbahn Furka-Bergstrecke dal 1993

Le unità 1 e 9 vennero acquistate dalle ferrovie vietnamite che le avevano accantonate in disuso sulla ferrovia Tháp-Chàm - Dà-Lat, (Vietnam). L'operazione di rimpatrio venne denominata "Back to Switzerland" e si svolse nel periodo 1989-1990.